# Víctor Eusa
Víctor Eusa Razquin (Pamplona, 6 de marzo de 1894-26 de junio de 1990) arquitecto español y miembro de la Real Academia de Bellas Artes de San Fernando. Con abundantes obras en su ciudad natal, fue la figura central de la arquitectura en Navarra durante la mayor parte del siglo XX: antes y después de la guerra civil. Su estilo evolucionó desde el eclecticismo historicista hasta una arquitectura más racionalista pasando por cierta influencia vienesa y el expresionismo «déco». Su impronta arquitectónica se nota especialmente en el Segundo Ensanche de Pamplona por la cantidad y la calidad de sus obras en este espacio urbano.
Fue también un destacado carlista y, durante la guerra civil española, uno de los dirigentes de la Junta Central Carlista de Navarra, a la que accedió como representante de la merindad de Pamplona. Durante el régimen de Franco se convirtió en el arquitecto oficial de Pamplona y obtuvo infinidad de encargos institucionales, entre ellos, obras tan decisivas para el perfil de la ciudad como el Monumento a los Caídos, en colaboración con José Yárnoz Larrosa.
Una de las calles del barrio de Buztintxuri, en Pamplona, recordó su aportación arquitectónica a la ciudad; el día 11 de abril de 2025, una nota del Ayuntamiento de la ciudad, comunicó que el alcalde Asirón había decidido retirar ese nombre para preservar la memoria histórica, tras recibir una comunicación de la consejera de Memoria y Convivencia del Gobierno de Navarra, Ana Ollo Hualde, en que instaba al ayuntamiento a retirar o resignificar elementos franquistas que continúan en la ciudad.

## Obras
Se licencia en la Escuela de Arquitectura de Madrid en 1920.  Fue colaborador del arquitecto gallego Antonio Palacios Ramilo. Tras sus estudios concentró su actividad en Pamplona, donde construyó algunos de los edificios más emblemáticos de la capital navarra: la Casa de Misericordia (1932), la Iglesia de la Milagrosa (PP. Paúles), el Colegio de San Miguel (PP. Escolapios), el Seminario Diocesano de San Miguel, el Hospital San Juan de Dios, el Casino Eslava…
En 1936 fue nombrado arquitecto municipal y posteriormente arquitecto de la Diputación Foral, dedicando su labor al urbanismo de la ciudad. Intervino en la construcción del Segundo Ensanche, importante ampliación de la ciudad realizada tras el derribo de parte de la muralla sureste que la rodeaba (los baluartes de San Antón y la Victoria, y el rebellín de Santa Teresa).
Su trabajo, a veces en colaboración con José Yárnoz o Fructuoso Orduna entre otros, se observa en muchas zonas de la ciudad: Iglesia de San Miguel, en la Plaza de la Cruz, Colegio de Santa María la Real (Hermanos Maristas), Monumento a los Caídos, Parque de la Media Luna, edificio de La Aurora, Casa Uranga, edificio de La Vasco Navarra.
Realizó obras en otras ciudades navarras como la colonia escolar "San Miguel Excelsis", en Zudaire, Peralta, la casa consistorial de Olite, la casa consistorial de Lerín, el hotel Ayestarán de Lecumberri, la Basílica de Nuestra Señora del Puy de Estella, el Monumento al Sagrado Corazón de Tudela (1942)… Y también en provincias limítrofes, cono la Colonia escolar "Blanca de Navarra" en Fuenterrabia (1933), propiedad de la Caja de Ahorros de Navarra, siendo por ejemplo coautor del Gran Casino Kursaal de San Sebastián, el Teatro Coliseo de Éibar (1947), el Sacrario Militare Italiano de Zaragoza.

## El estilo de Víctor Eusa
Se ha identificado en su obra las influencias holandesas, especialmente de Berlage y Dudok, su cercanía a la arquitectura regionalista, así como la influencia del modernismo austriaco. En su trabajo arquitectònico se pueden señalar varias épocas con características propias:la formación escolástica y el acadecismo, entre 1915 y 1935; la influencia vienesa y oriental, 1922-1927; el expresionismo Déco, 1928-1932; y una evolución hacia formas racionalistas, 1932-1936.

## Galería de algunas de sus obras

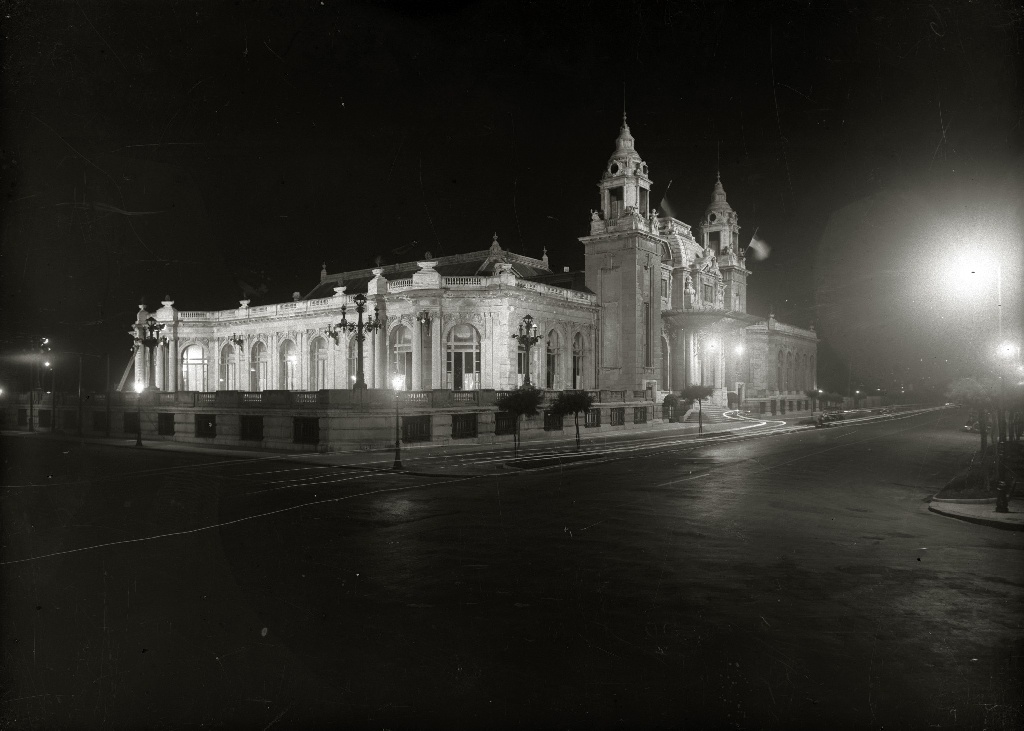
Casino del Gran Kursaal, San Sebastián, junto con Saturnino Ulargui, (1921-1922).
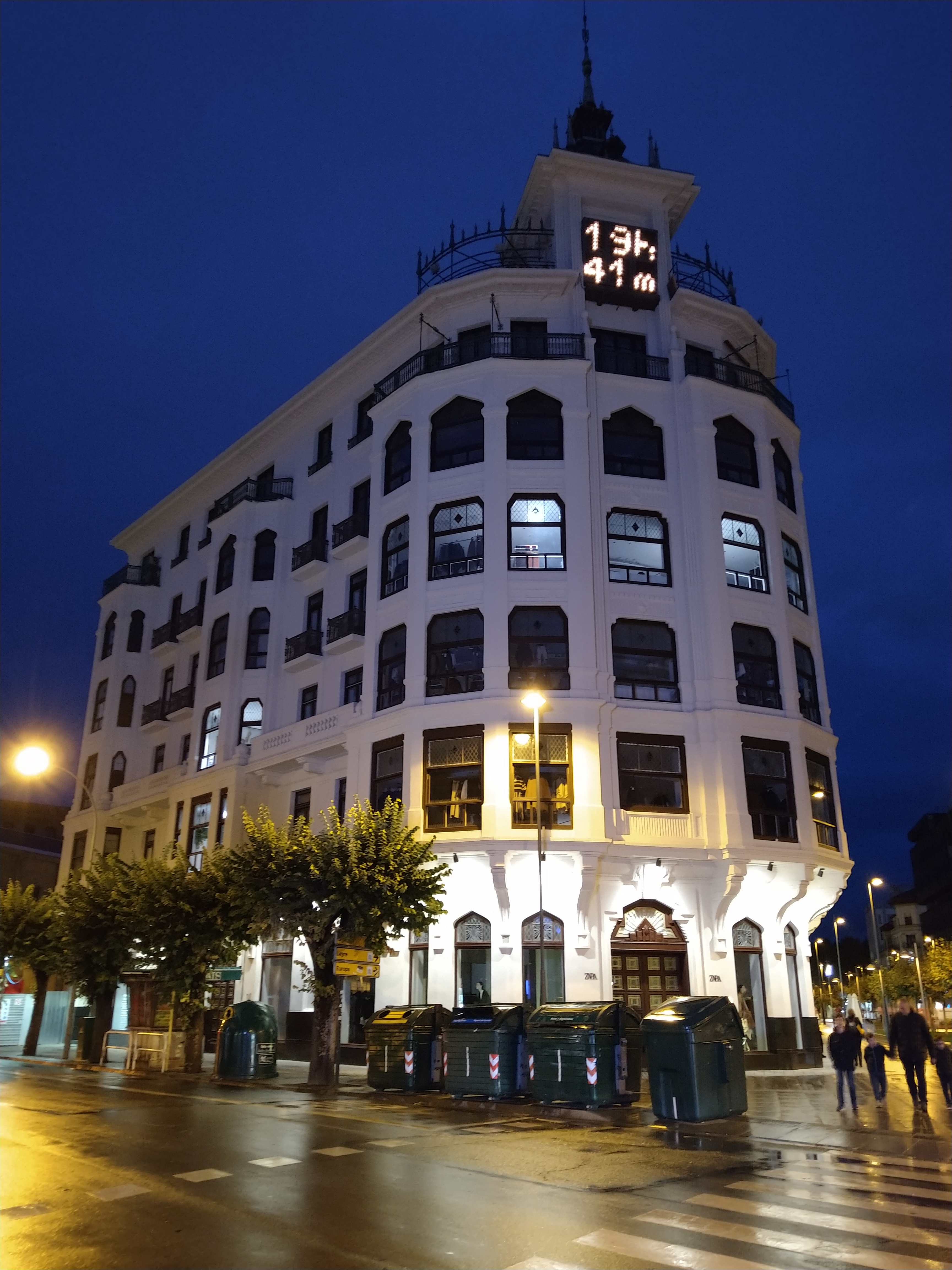
Edificio para la Sociedad de Seguros "La Vasco Navarra" (1924).
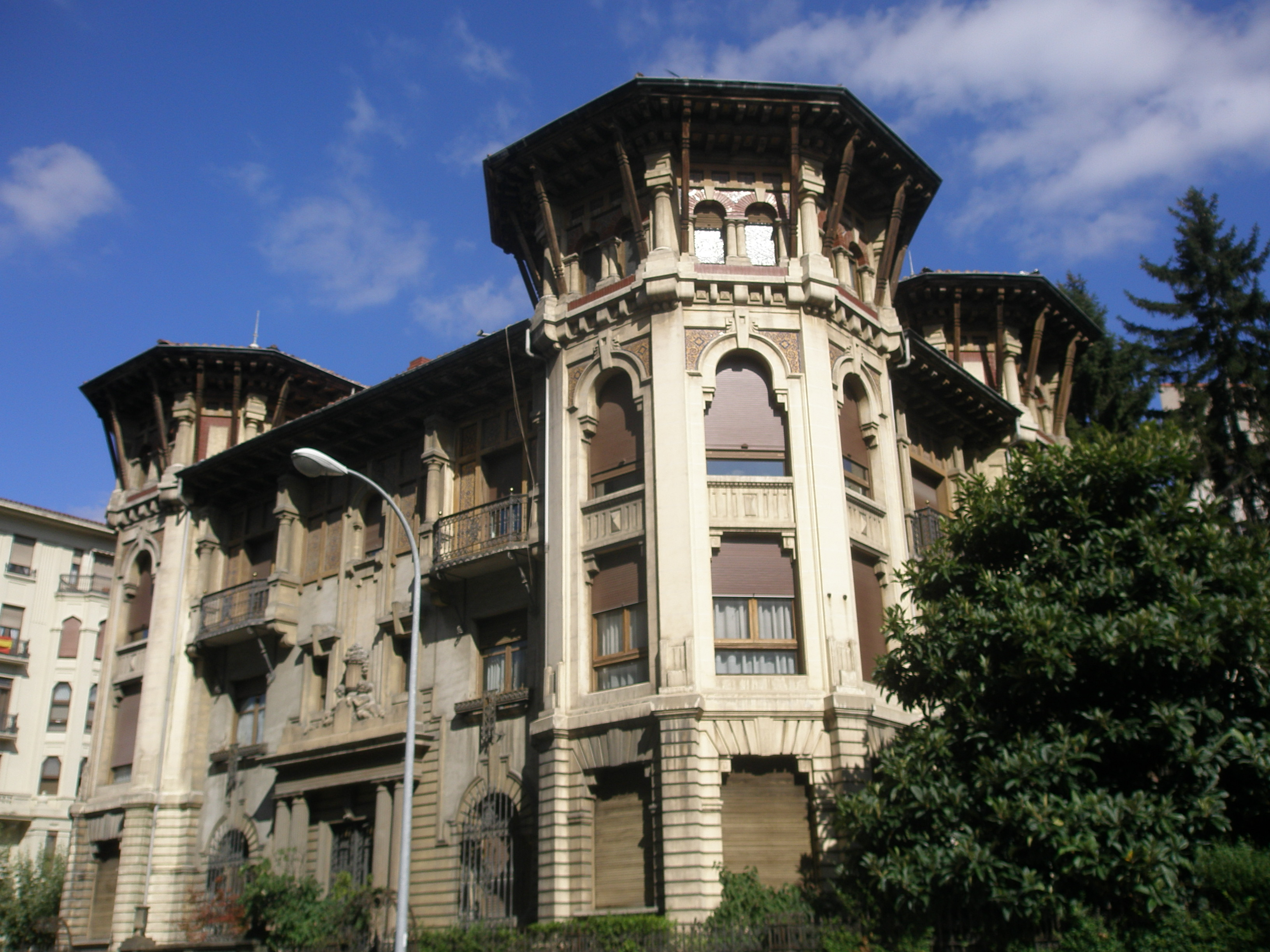
Casa Goicoechea (1924-1925).
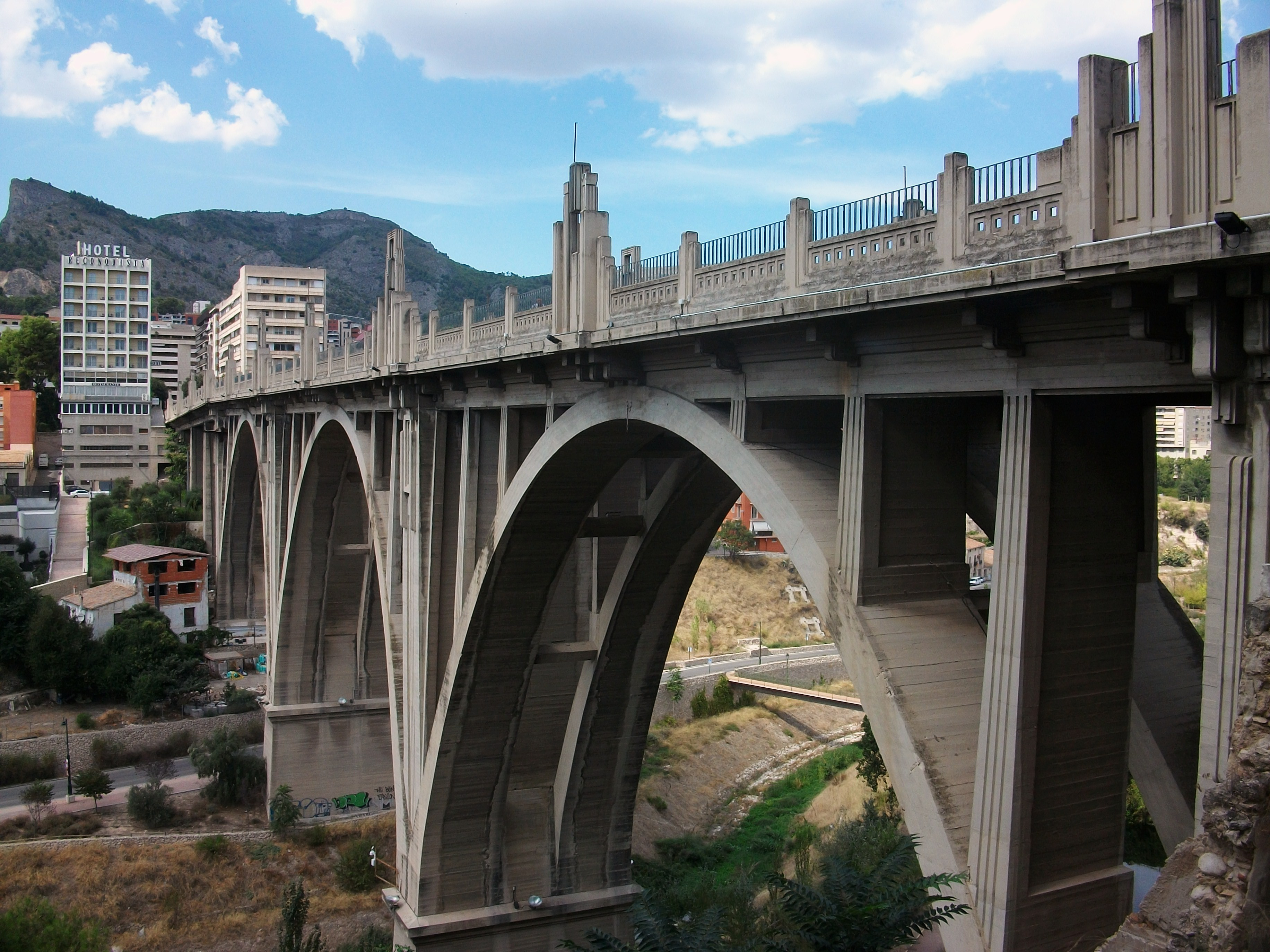
Puente de San Jorge (Alcoy) (1924-1928).
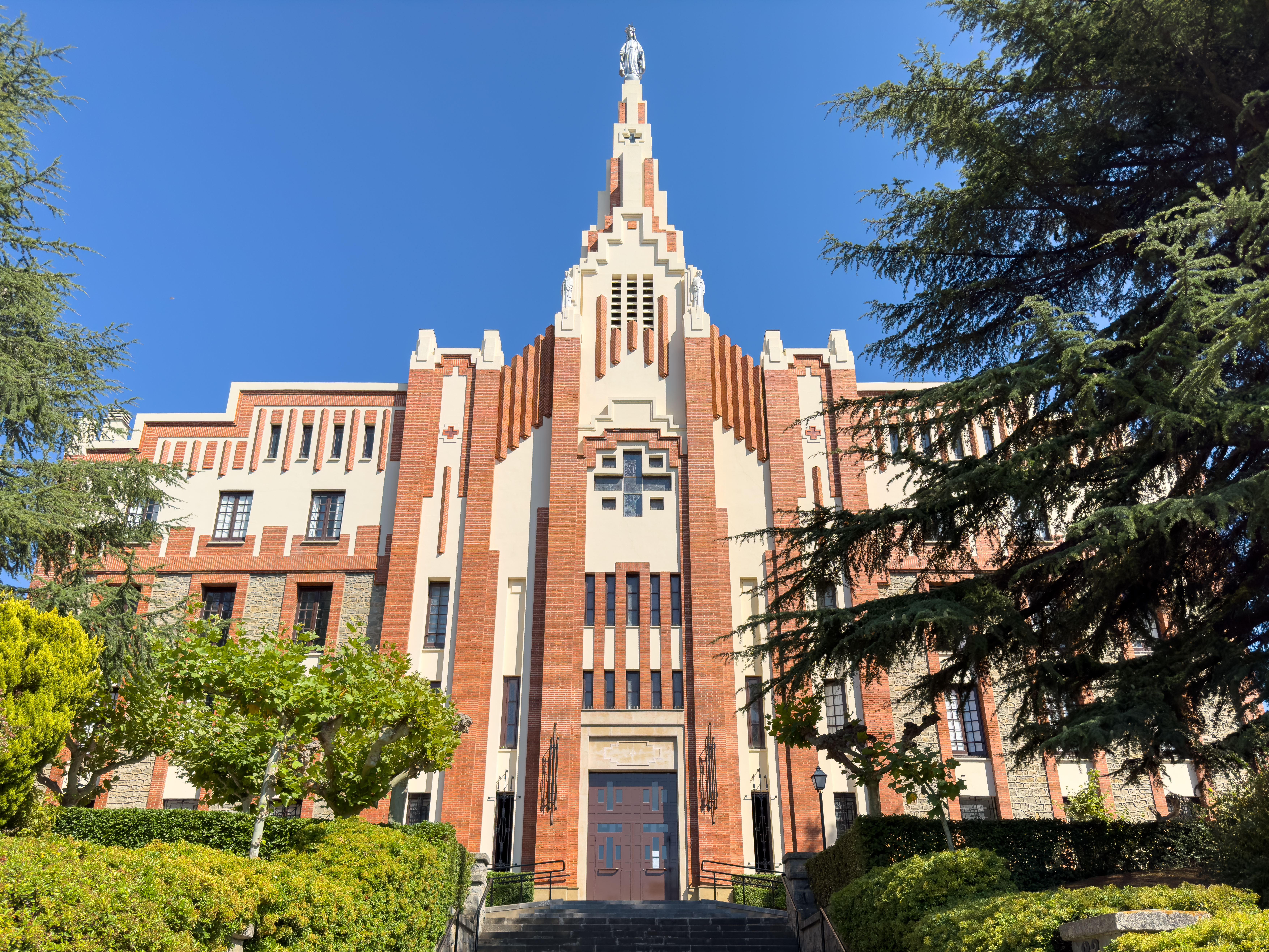
Iglesia de la Milagrosa de los PP. Paúles (1928-1930).
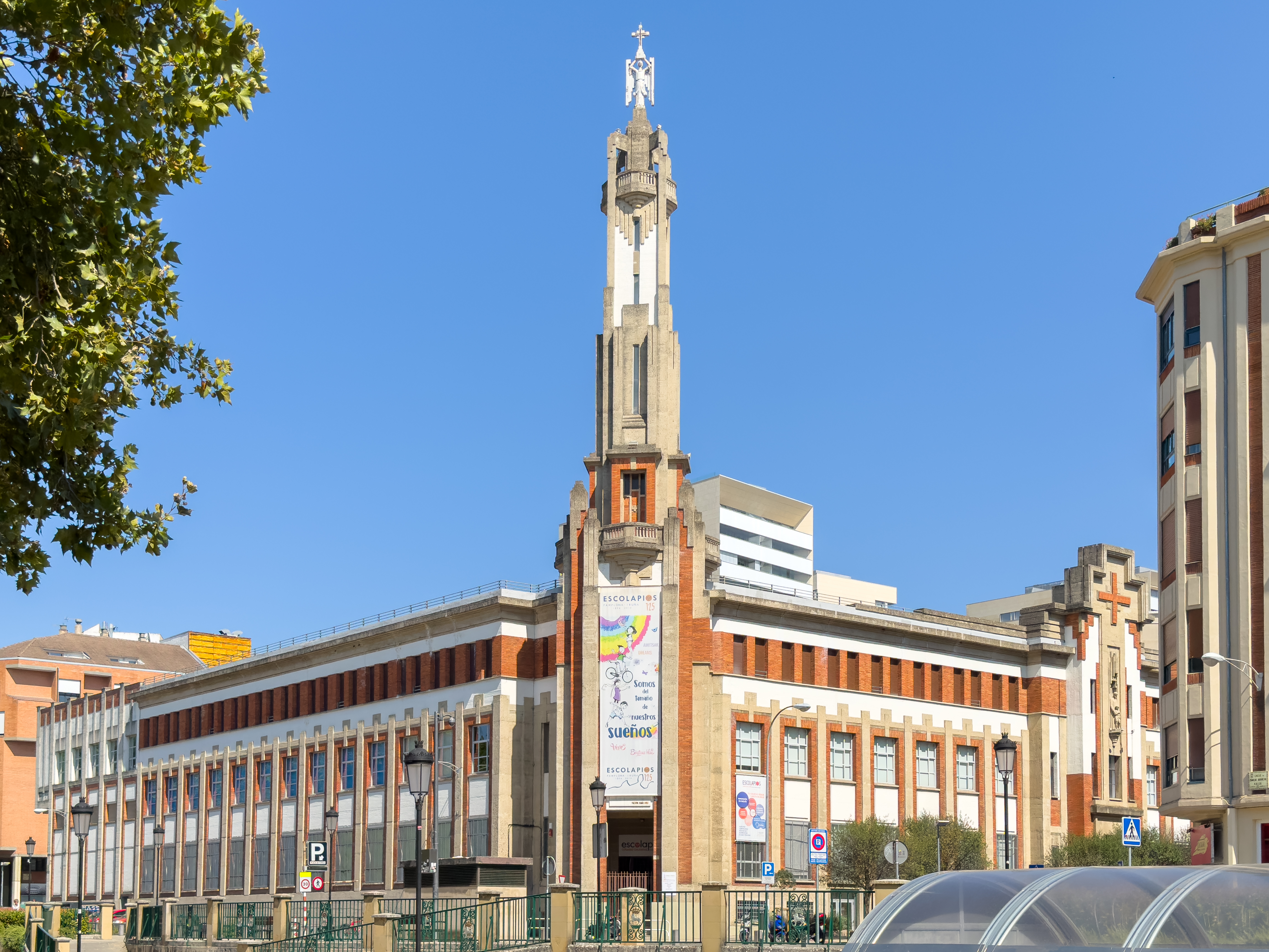
Edificio de los PP. Escolapios de Pamplona (1928-1932).
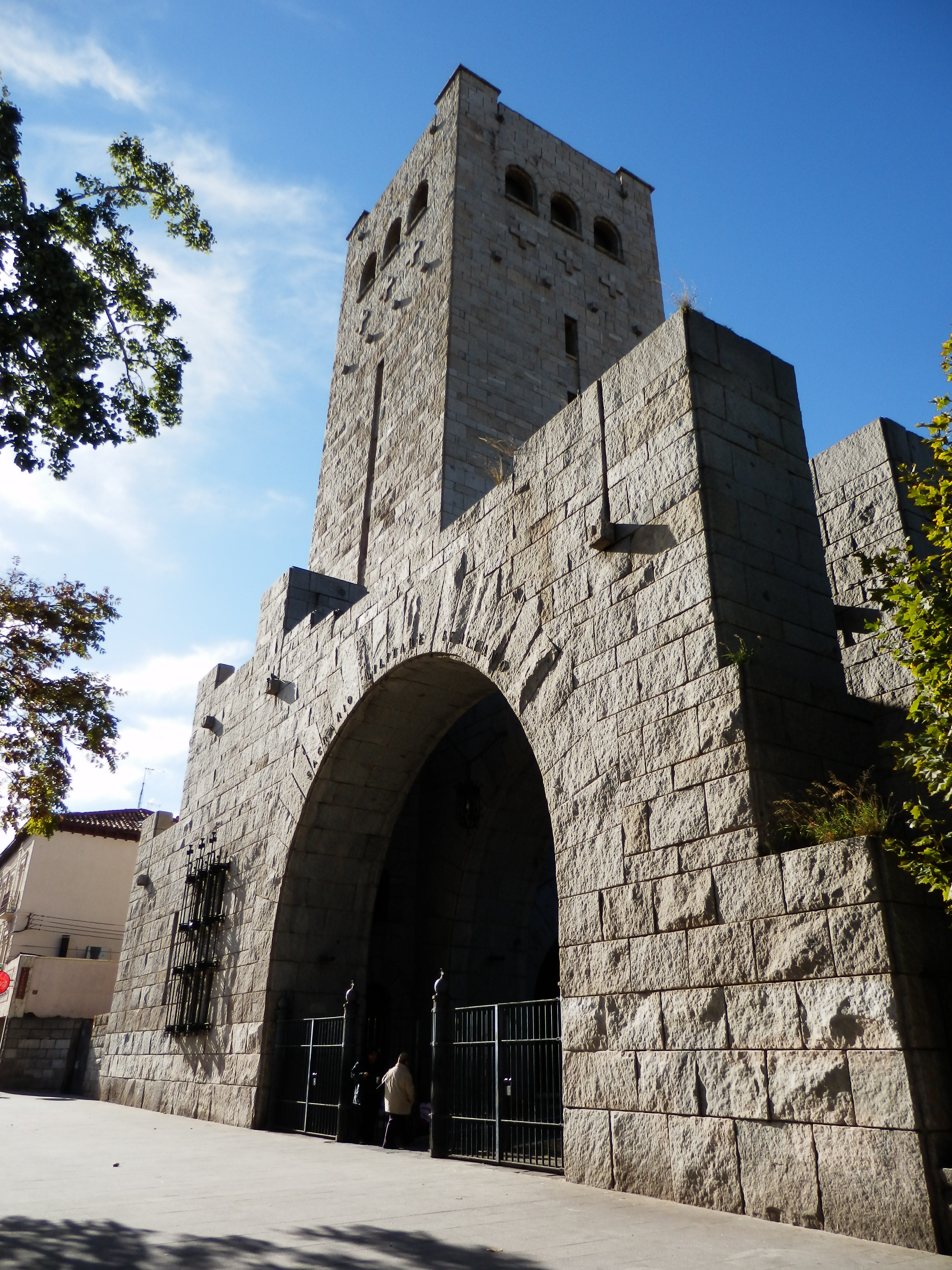
Sacrario Militare Italiano e iglesia de San Antonio de Padua en Zaragoza (1940-1944).
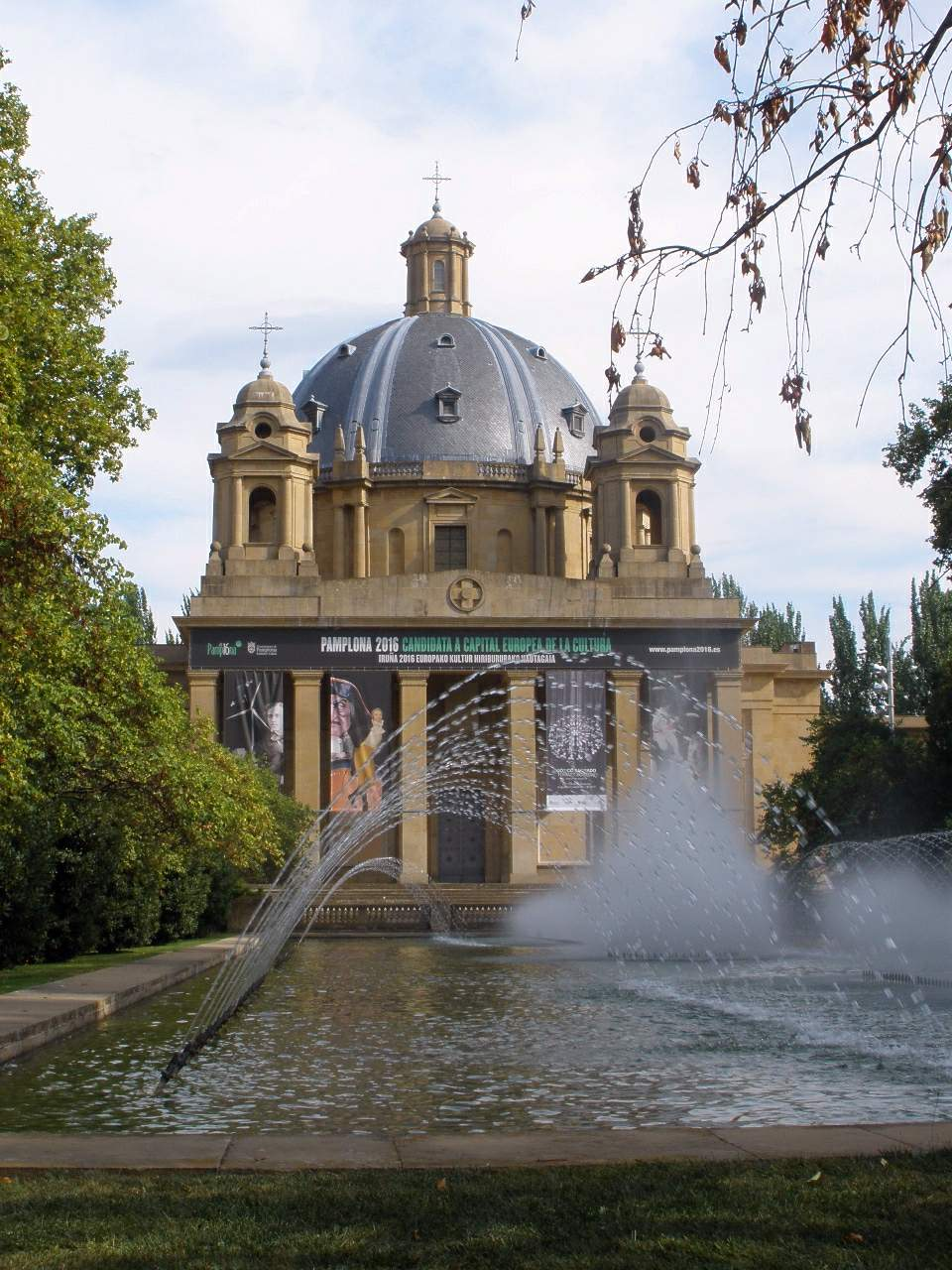
Monumento a los Caídos, hoy "Sala de Exposiciones", en la Plaza de la Libertad (1942).
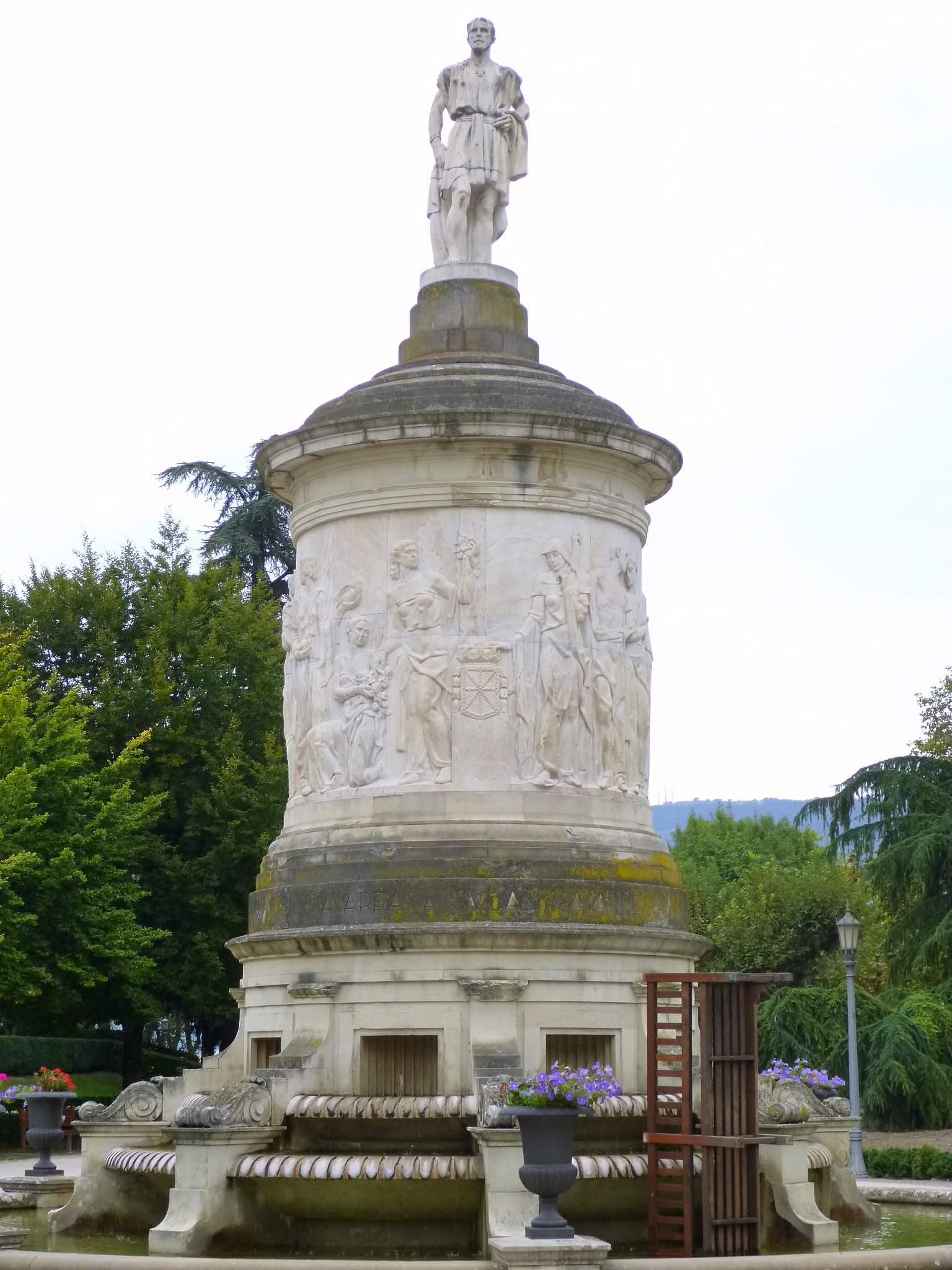
Monumento a Julián Gayarre, junto a Fructuoso Orduna, (1948-1950).
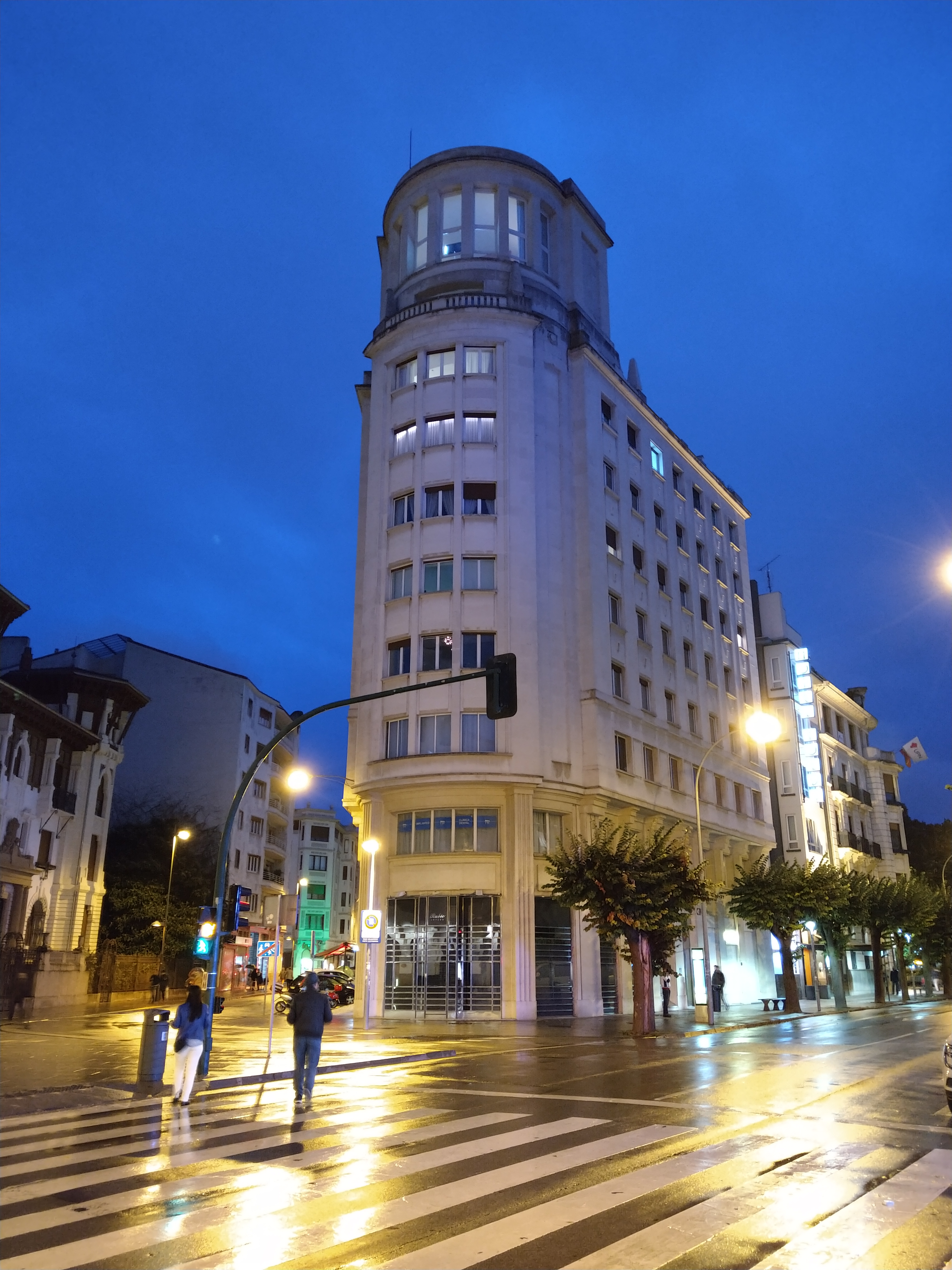
Edificio La Aurora (1950).
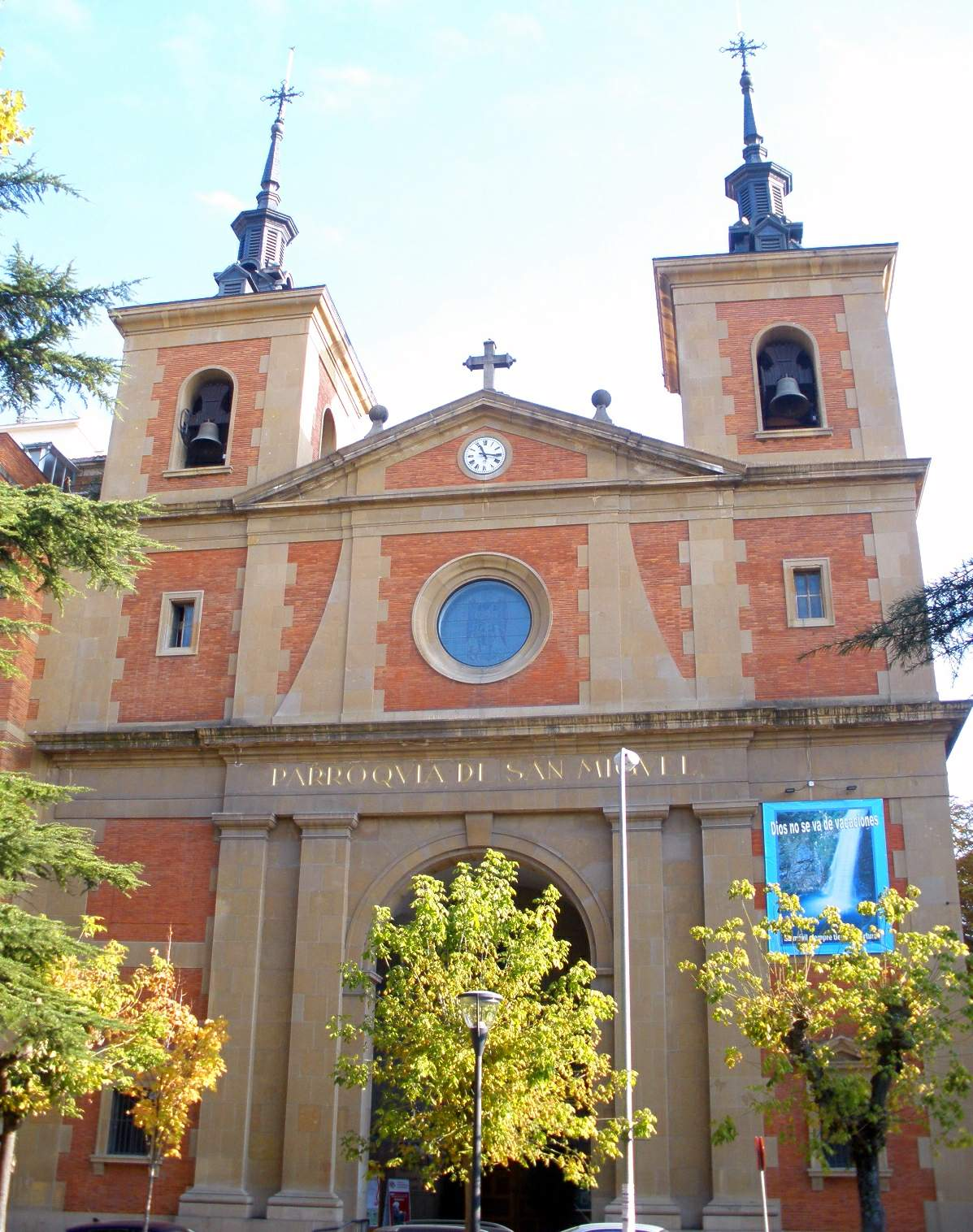
Iglesia parroquial de San Miguel Árcangel de Pamplona, junto con José Yárnoz Larrosa, (1950-1954).
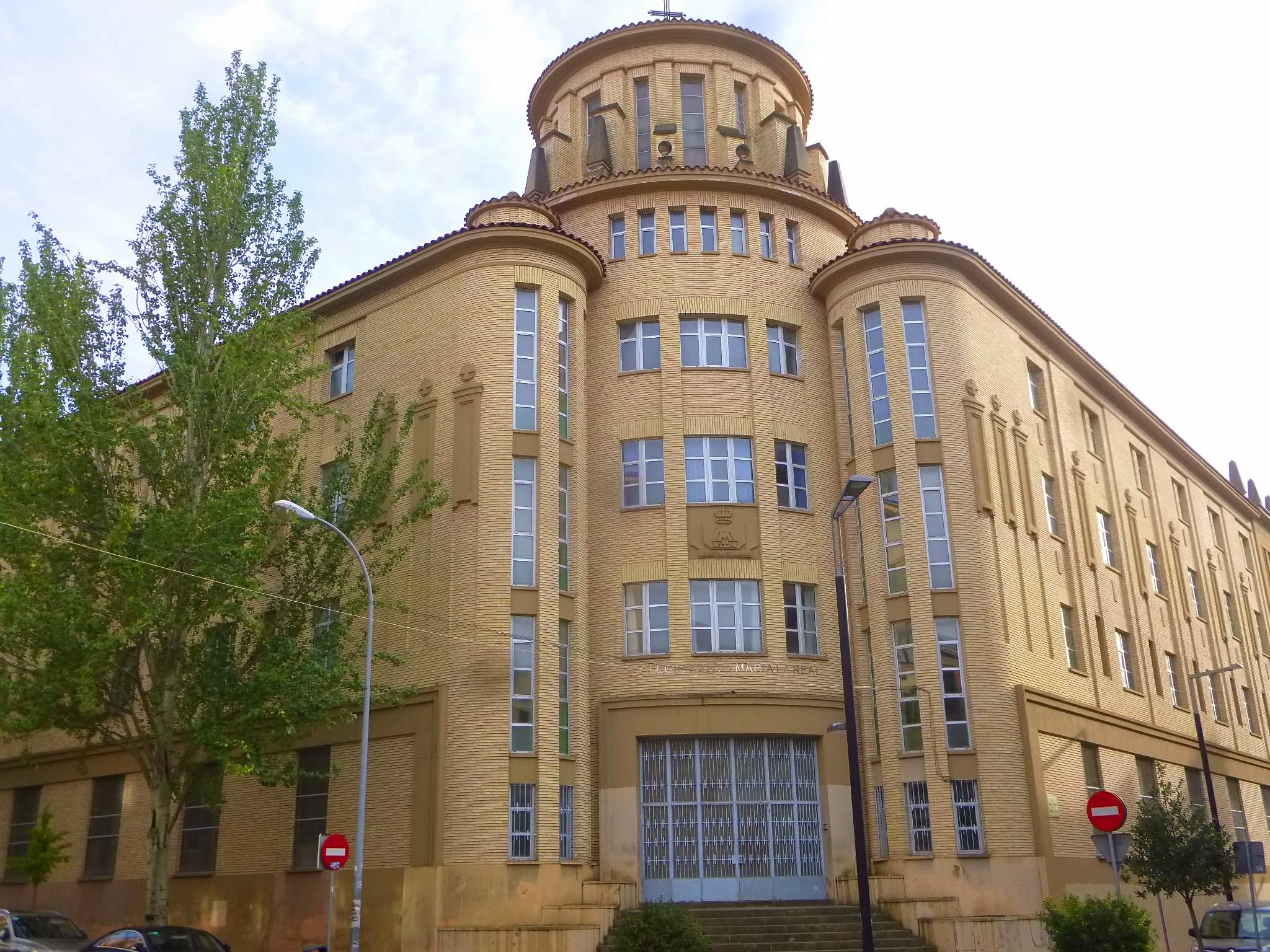
Colegio de Santa María la Real, Pamplona (1951-1958).
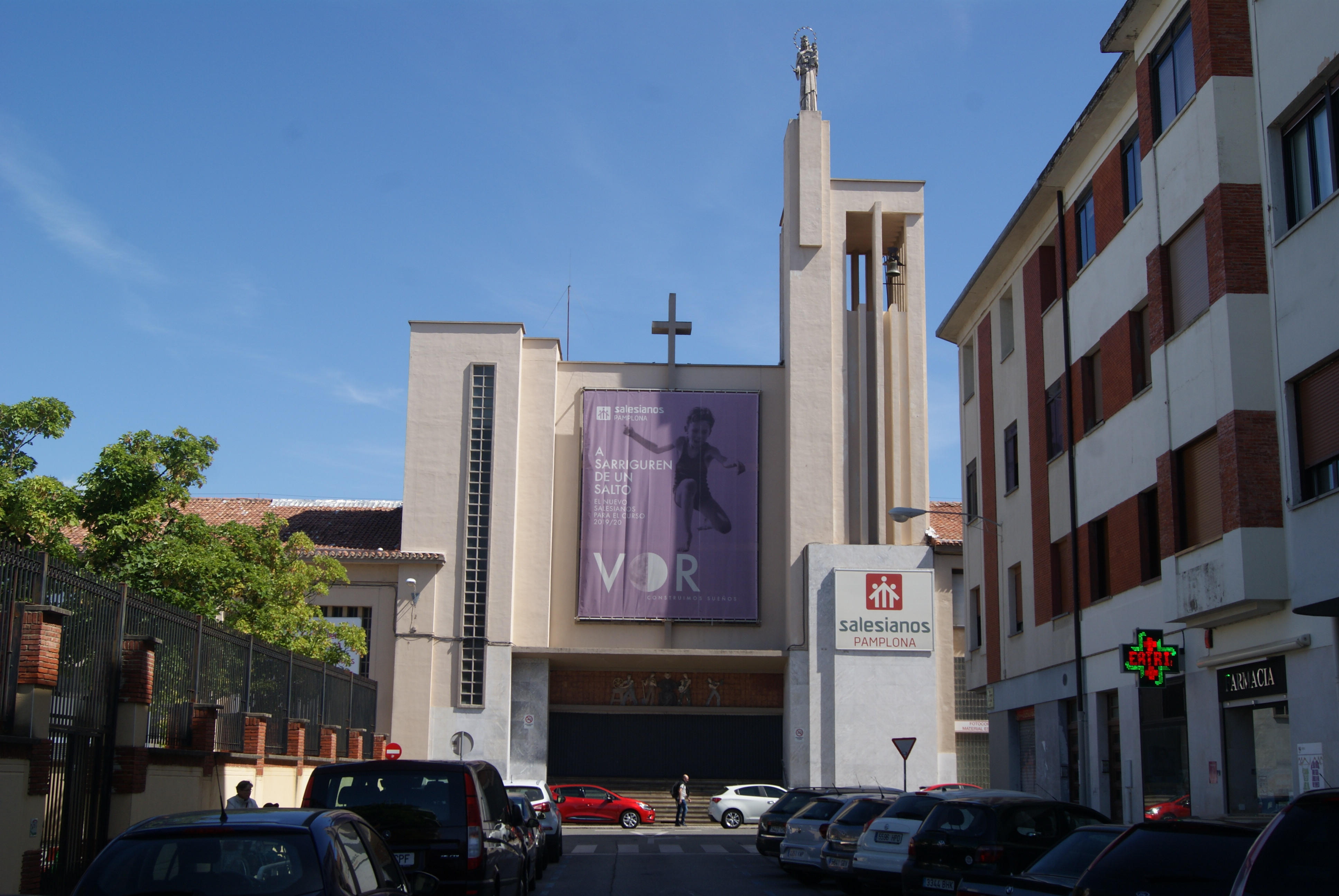
Escuelas e iglesia Salesianos, Pamplona (1957-1959).
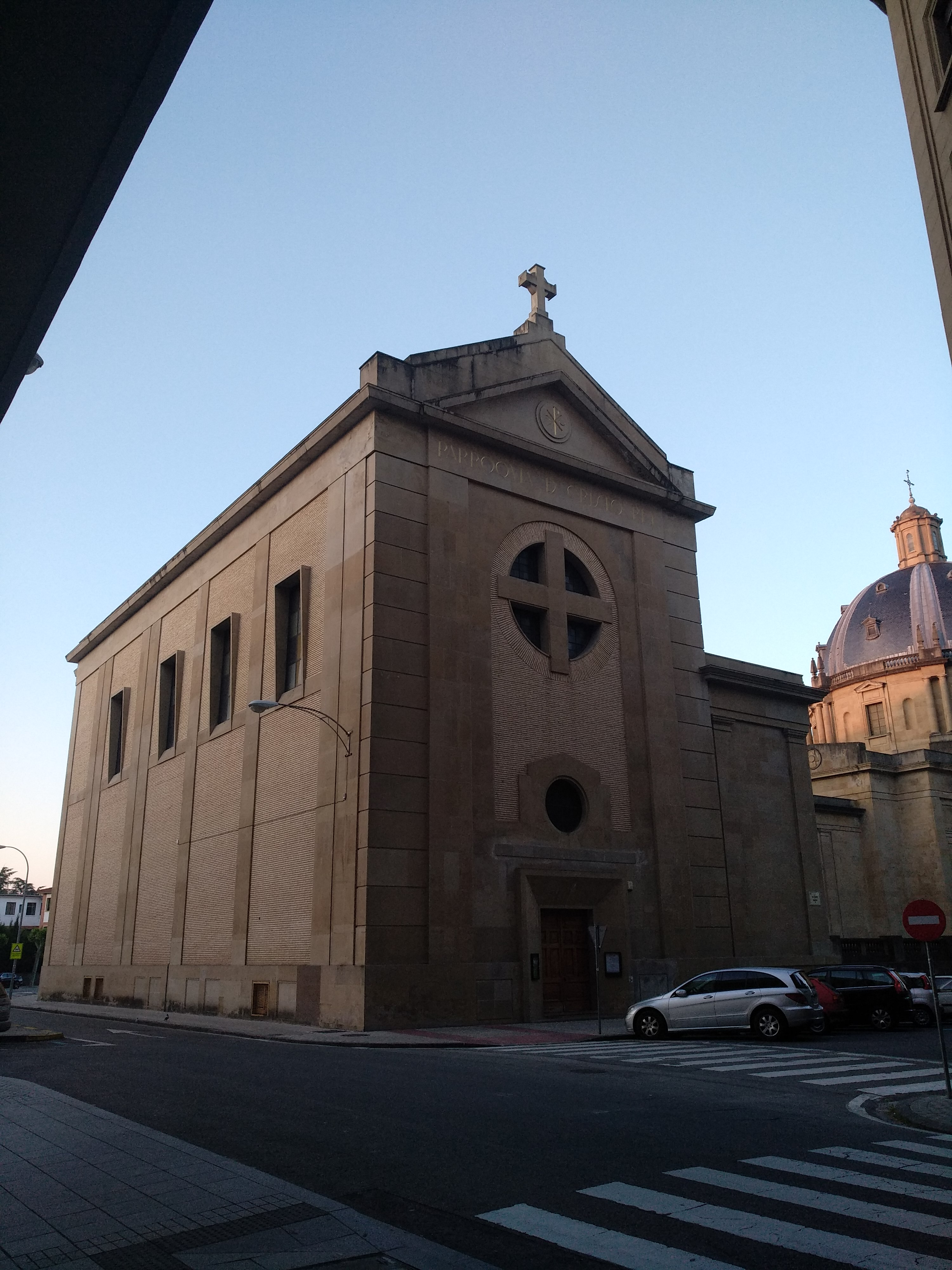
Iglesia de Cristo Rey, Pamplona (1957-1964).
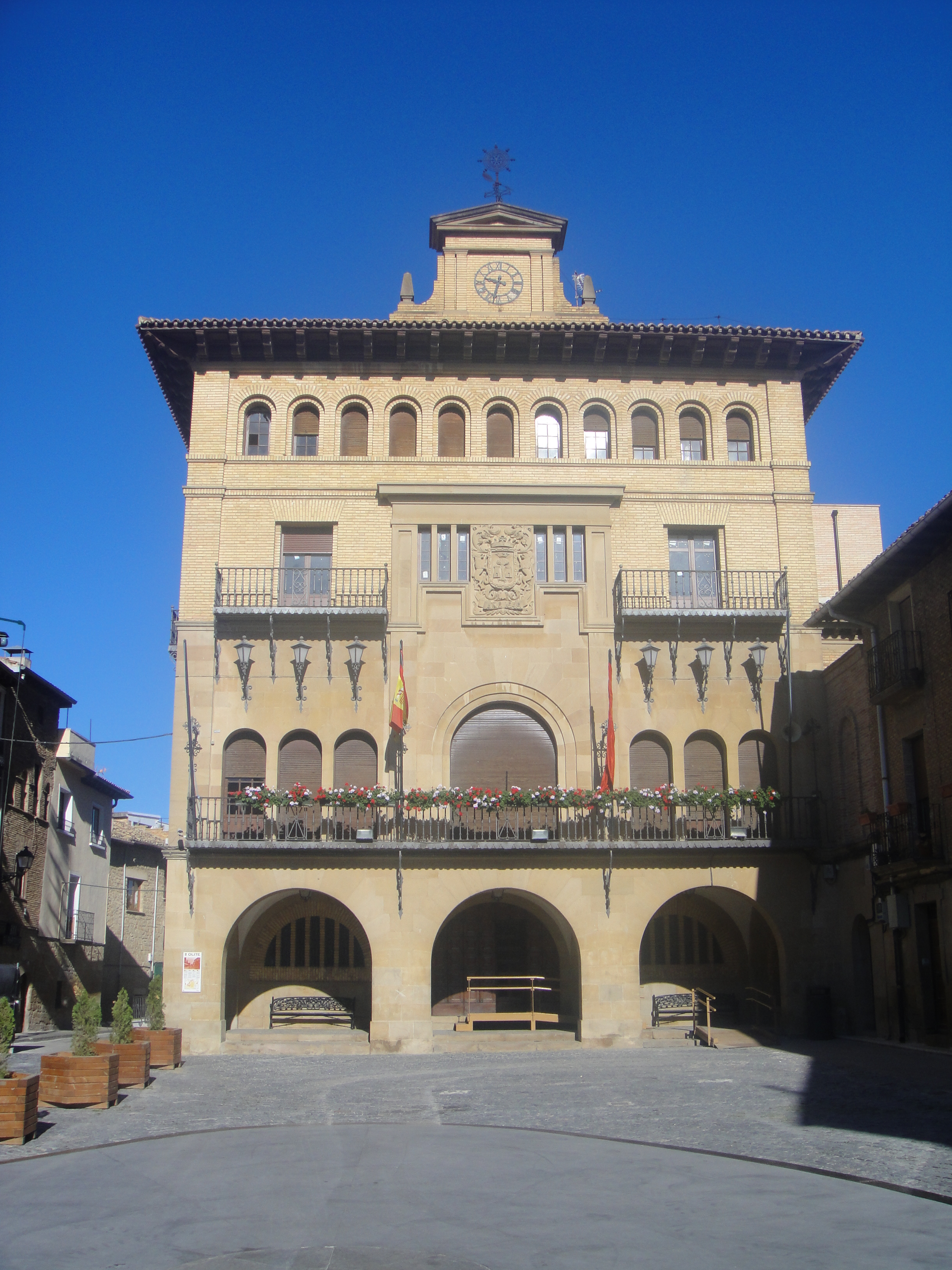
Casa consistorial de Olite (1945).